# Jade Barbosa
Jade Fernandes Barbosa (Rio de Janeiro, 1 de juliol de 1991) és una gimnasta brasilera que competeix en proves de gimnàstica artística pel Clube de Regatas do Flamengo i la selecció brasilera. Va formar part de l'equip que va aconseguir un vuitè lloc sense precedents als Jocs Olímpics de 2008 i el bronze als Jocs Olímpics de 2024 i va aconseguir la primera medalla pel seu país en l'exercici complet d'un Campionat del Món. Va formar part de l'equip que va guanyar la plata al Campionat del Món de 2023.

## Carrera
Jade Barbosa va començar a practicar gimnàstica quan encara era una nena. Als nou anys va patir la mort de la seva mare, víctima d'un aneurisma. Dos anys més tard, la gimnasta va participar dels seus primers Jocs de la Joventut. El 2003, va ser la campiona de l'individual general i de tots els aparells en el Campionat Nacional Brasiler de la categoria infantil.
L'any següent, en el Campionat Panamericà Juvenil, disputat a El Salvador, va ser medallista d'or en terra, de plata en salt i de bronze per equips. El 2005, ja en categoria sènior, l'atleta va conquerir la plata en salt i en el concurs general del Campionat Brasiler. Va competir per primera vegada per la selecció brasilera en el torneig de classificació dels Jocs Panamericans, en substitució de Daiane dos Santos. En la individual general, va ser la 11a col·locada i en la general per equips, les brasileres van acabar segones i van obtenir el bitllet per als "panams". L'any següent, va ser campiona en terra i en salt i subcampiona de barra d'equilibri, al Campionat Nacional, realitzat a la ciutat de Goiânia. Va participar també en el campionat nacional juvenil, doncs encara tenia l'edat, i va conquerir l'or del concurs general i en l'exercici de barres asimètriques.
El 2007, poc abans de completar setze anys, Jade Barbosa va poder competir per primera vegada, internacionalment i en la categoria sènior, en la Copa del Món. Va disputar les etapes de Paris i Cottbus. En la prova francesa va ser 4a en salt i 7a en asimètriques; mentre , Jade no va pujar al podi. A Alemanya va disputar tres finals, conquerint la plata en el salt. El juliol va disputar els Jocs Panamericans celebrats a Rio de Janeiro. En aquesta edició, va sortir vencedora en la prova del salt, després de més de quinze anys de la conquesta de Luisa Parente. En terra va ser superada per les estatunidenques Rebecca Bross i Shawn Johnson, assolint la 3a posició. Col·lectivament, va conquerir la plata per equips. Mesos després, va disputar el seu primer Campionat del Món de gimnàstica artística, a Stuttgart. Allà va aconseguir el bronze en la classificació individual, esdevenint la primera brasilera en assolir aquesta fita.

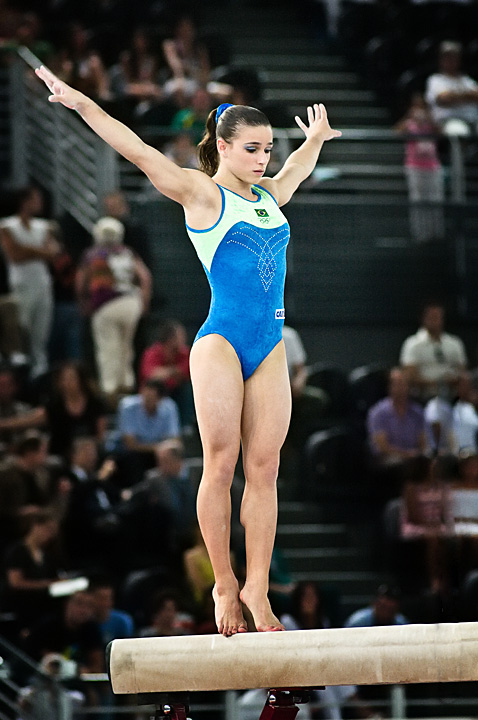
Jade Barbosa en la Copa del Món de Gimnàstica de Roma 2008.

L'any següent, competint per primer cop en uns Jocs Olímpics, l'atleta va aconseguir posicions inèdites la gimnàstica brasilera. A Pequín, Barbosa es va classificar per a tres finals, incloent la primera final olímpica per equips pel Brasil. En la general individual, Barbosa va aconseguir la millor posició nacional fins llavors: el 10è lloc. En els aparells, va disputar la final de salt, però va fallar en dos aterratges i només va ser 7a. Després dels Jocs de Pequin van diagnosticar a Barbosa una greu lesió al canell, que podia posar en risc la seva carrera. No va tornar a competir fins al Campionat Brasiler de 2009. En l'esdeveniment, es va classificar per a tres finals per aparells: barra, salt i terra. En aquesta darrera prova, va aconseguir la medalla d'or.
Obrint el calendari competitiu de 2010, va disputar el maig, el Trofeu Brasil, en el qual va sortir campiona de la prova general individual, per davant de Daniele Hypólito. L'agost, en la disputa del Nacional Brasiler, que va tenir lloc a Vitória, capital d'Espirito Santo, va conquerir tres medalles, sent dues d'or: per equips i en salt de poltre. En la general, va ser tercera. Després de dos anys apartada de la selecció, va retornar a les competicions internacionals en el Campionat del Món de gimnàstica artística de 2010, realitzat a Rotterdam. Allà va arribar a dues finals, la prova de salt i la general per equips, on les brasileres van ser desenes, mentre que, en la competició individual, va acabar 15a. La prova de salt va rendir-li una nova medalla mundial, també de bronze, per darrera d'Alicia Sacramone i d'Alia Mustafina, amb la medalla de bronze.
L'any 2011, va guanyar el bronze en l'etapa de la Copa del Món disputada a Moscou. En la competició següent, el Campionat Nacional Brasiler realitzat en Guarulhos, va terminar vencent les proves per equips, terra i salt, a més del segon lloc en la general individual i el bronze en barra d'equilibri. A mitjans de l'any següent, va saber-se que quedaria exclosa de la convocatòria pels Jocs Olímpics de Londres, degut a disputes amb la Confederació Brasilera de Gimnàstica i els patrocinadors de l'entitat.

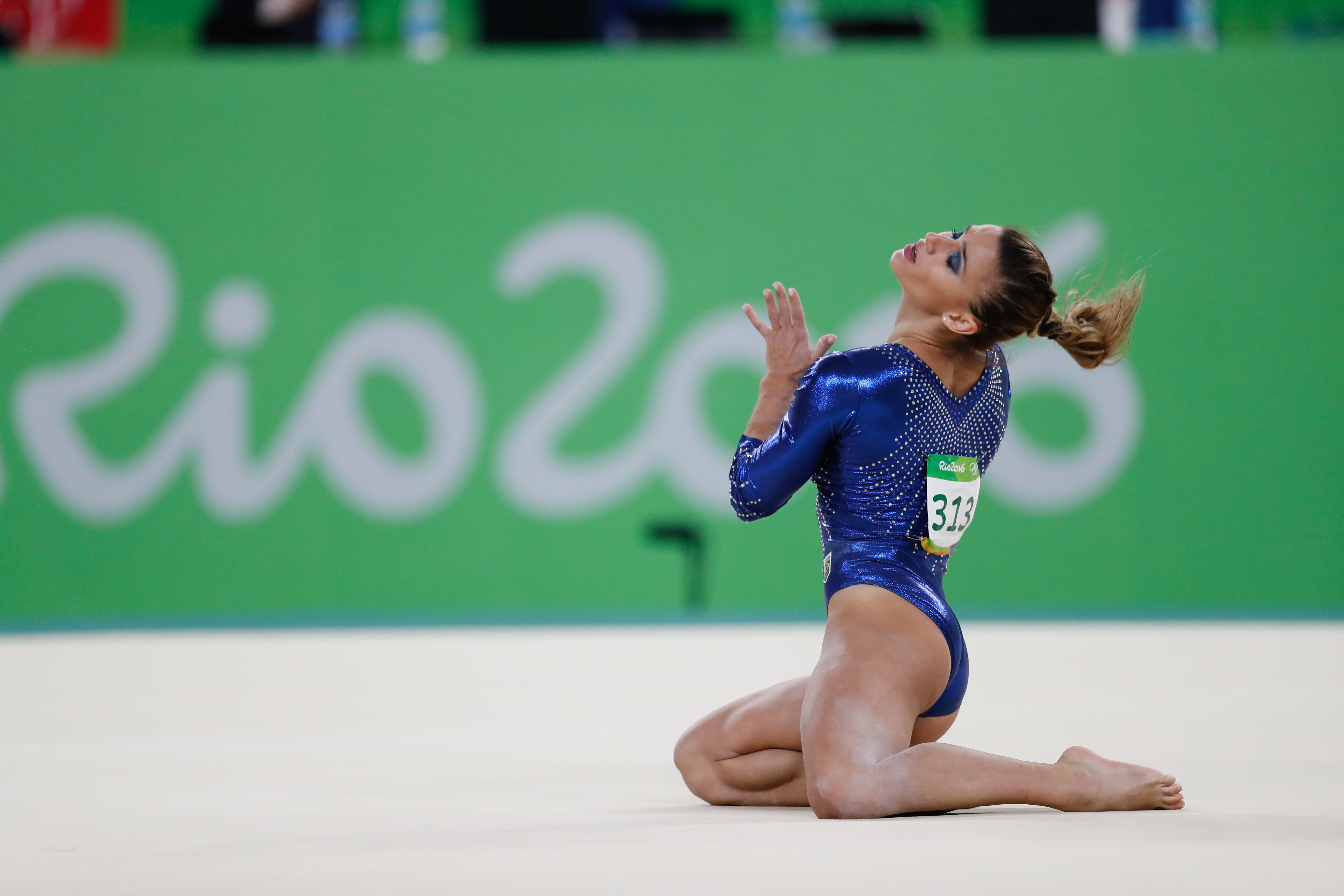
En l'exercici de terra de la competició per equips de Rio 2016.

Va guanyar tres ors i una plata en els Jocs Sud-americans de 2014, i dos ors més (salt i asimètriques) en el Campionat Sud-americà de 2015. El 2016, gràcies al seu bon paper en el preolímpic, va ser part de la selecció que va obtenir el diploma olímpic en la classificació per equips dels Jocs de Rio (vuitena posició); però durant la competició individual, dissortadament, va lesionar-se mentre executava l'exercici de terra i va haver de retirar-se del torneig.
El febrer de 2017, va ser confirmada com participant del concurs de televisió Dancing Brasil, exhibit per RecordTV, acabant la competició en segon lloc. En el Campionat Nacional d'agost, va ser segona en la prova de barres asimètriques, abans de desistir de la final general per una lesió en la tíbia. No tornaria a competir fins a l'abril de 2018, en el certamen de Jesolo, on el Brasil va ser plata per equips. El mes següent, va participar dels Jocs Sud-americans, guanyant l'or per equips, plata en les barres asimètriques i en la barra d'equilibri, i bronze en la individual general. Després va ser subcampiona brasilera, a més d'endur-se l'or en les barres asimètriques i la plata en la barra d'equilibri. També va ser subcampiona del Campionat Panamericà de Gimnàstica amb l'equip brasiler i va participar en la final per equips del Campionat del Món.
El 2019 va ser part de l'equip brasiler que va vèncer l'open de Stuttgart, i va guanyar dues medalles en el campionat nacional. A continuació va patir una luxació al genoll que la va impedir de participar en els Jocs Panamericans, i durant el Campionat del Món va trencar-se el lligament encreuat anterior. A més, el combinat brasiler va perdre la vacant per equips per als Jocs Olímpics de 2020. Quan la pandèmia de COVID-19 va ajornar la celebració dels Jocs Olímpics fins al 2021, Barbosa va recobrar l'esperança de classificar-s'hi per a les proves individuals. Emperò, una nova lesió abans del Campionat Panamericà de Gimnàstica va impedir-s'ho. Malgrat la seva edat, va declarar que estava disposada a lluitar per competir en els Jocs de París 2024. Va ser comentarista, al costat de Daniele Hypólito, de la competició de gimnàstica artística de Tòquio, retransmesa per la cadena SporTV.
Després de restar aturada recuperant-se de les seves lesions, l'octubre de 2021 va tornar a la competició en el Campionat Brasiler de Gimnàstica Artística, on va guanyar l'or amb el Flamengo en la competició per equips. En la final per aparells, va conquerir la plata en les asimètriques i en la barra d'equilibri.
L'any 2023, Jade Barbosa i les seves companyes de selecció van obtenir la medalla de plata en els Jocs Panamericans i en el Campionat del Món i, de retruc, el bitllet per als Jocs de París. Aquesta seria la tercera participació de la gimnasta carioca. Durant la seva preparació per a la cita olímpica, l'esportista de Rio de Janeiro va aconseguir una nova fita en la seva extensa carrera: va guanyar l'or en una prova de la Copa del Món, a Antalya (Turquia), en l'exercici de terra.

## Principals resultats
| Any  | Competició                           | General individual | Salt sobre cavall | Barra d'equilibri | Barres asimètriques | Exercici de terra | General per equips |
| ---- | ------------------------------------ | ------------------ | ----------------- | ----------------- | ------------------- | ----------------- | ------------------ |
| 2002 | Campionat Nacional Brasiler (júnior) | 4a                 |                   |                   |                     |                   |                    |
| 2003 | Campionat Nacional Brasiler (júnior) | 1                  | 1                 | 1                 | 1                   | 1                 | 1                  |
| 2004 | Campionat Panamericà (júnior)        | 5a                 | 2                 | 4a                |                     | 1                 | 3                  |
| 2004 | Campionat Nacional Brasiler          | 1                  | 1                 | 3                 | 3                   | 1                 | 2                  |
| 2005 | Campionat Nacional Brasiler          | 1                  | 1                 | 2                 | 2                   | 1                 | 1                  |
| 2005 | Campionat Panamericà                 | 11a                |                   |                   |                     |                   | 2                  |
| 2006 | Campionat Nacional Brasiler          | 1                  |                   |                   | 2                   |                   | 2                  |
| 2006 | Jocs Sud-americans                   | 1                  | 1                 |                   | 1                   |                   | 1                  |
| 2007 | Campionat Nacional Brasiler          | 1                  | 1                 | 2                 |                     | 2                 | 1                  |
| 2007 | Etapa de la Copa del Món – Stuttgart |                    | 2                 | 4a                | 8a                  | 2                 |                    |
| 2007 | Etapa de la Copa del Món – Cottbus   |                    | 2                 | 8a                |                     | 5a                |                    |
| 2007 | Etapa de la Copa del Món – Paris     |                    | 4a                |                   | 7a                  |                   |                    |
| 2007 | Jocs Panamericans                    | 4a                 | 1                 | 4a                |                     | 3                 | 2                  |
| 2007 | Campionat del Món                    | 3                  | 5a                | 7a                |                     |                   | 5a                 |
| 2008 | Etapa de la Copa del Món – Cottbus   |                    | 2                 | 13a               | 6a                  | 2                 |                    |
| 2008 | Etapa de la Copa del Món – Moscou    |                    | 1                 | 7a                |                     | 8a                |                    |
| 2008 | Campionat Nacional Brasiler          | 2                  | 1                 | 2                 | 1                   | 1                 | 2                  |
| 2008 | Jocs Olímpics                        | 10a                | 7a                |                   |                     | 12a               | 8a                 |
| 2009 | Campionat Nacional Brasiler          | 6a                 | 4a                |                   |                     | 1                 |                    |
| 2010 | Trofeu Brasil                        | 1                  |                   |                   |                     |                   |                    |
| 2010 | Campionat Nacional Brasiler          | 3                  | 1                 |                   |                     |                   |                    |
| 2010 | Campionat del Món                    | 15a                | 3                 |                   |                     |                   | 10a                |
| 2010 | Campionat Panamericà                 |                    |                   |                   |                     |                   | 3                  |
| 2011 | Etapa de la Copa del Món – Moscou    |                    | 3                 |                   |                     |                   |                    |
| 2011 | Campionat Nacional Brasiler          | 2                  | 1                 | 3                 |                     | 1                 | 1                  |
| 2011 | Etapa de la Copa del Món – Gante     |                    | 1                 |                   |                     |                   |                    |
| 2011 | Campionat del Món                    |                    |                   | 4a                |                     |                   |                    |
| 2012 | Trofeu Brasil                        |                    |                   |                   |                     |                   | 1                  |
| 2013 | Etapa de la Copa del Món – Anadia    |                    | 1                 | 4a                |                     | 8a                |                    |
| 2014 | Campionat Brasiler                   | 2                  | 1                 | 2                 |                     |                   |                    |
| 2015 | Campionat Sud-americà                |                    | 1                 |                   |                     |                   |                    |
| 2016 | Troféu Jesolo                        |                    |                   |                   |                     |                   | 2                  |
| 2016 | Torneig Preolímpic                   |                    |                   |                   |                     |                   | 1                  |
| 2016 | Jocs Olímpics                        |                    |                   |                   |                     |                   | 8                  |
| 2017 | Troféu Jesolo                        |                    |                   |                   |                     |                   | 2                  |
| 2018 | Campionat del Món                    |                    |                   |                   |                     |                   | 7a                 |
| 2018 | Jocs Sud-americans                   | 3                  |                   | 2                 | 2                   |                   | 1                  |
| 2018 | Etapa de la Copa del Món – Cottbus   |                    | 2                 |                   |                     |                   |                    |
| 2018 | Memorial Arturo Gander               |                    | 1                 |                   |                     |                   |                    |
| 2018 | Swiss Cup                            |                    |                   |                   | 3                   |                   |                    |
| 2019 | Jocs Panamericans                    |                    |                   |                   |                     |                   | 3                  |
| 2019 | Etapa de la Copa del Món – Stuttgart |                    |                   |                   |                     | 3                 | 1                  |
| 2021 | Campionat Nacional Brasiler          |                    |                   | 2                 | 2                   |                   | 1                  |
| 2022 | Trofeu Brasil                        |                    |                   | 8a                | 2                   |                   |                    |
| 2023 | Trofeu Brasil                        |                    |                   |                   | 3                   |                   |                    |
| 2023 | Campionat Nacional Brasiler          | 1                  |                   | 8a                | 3                   | 1                 | 1                  |
| 2023 | Etapa de la Copa del Món – Paris     |                    |                   |                   |                     | 2                 |                    |
| 2023 | Campionat del Món                    |                    |                   |                   |                     |                   | 2                  |
| 2023 | Jocs Panamericans                    | 4a                 |                   |                   |                     |                   | 2                  |
| 2024 | Etapa de la Copa del Món – Antalya   |                    |                   |                   |                     | 1                 |                    |
| 2024 | Troféu Jesolo                        | 27a                |                   |                   |                     |                   | 2                  |
| 2024 | Trofeu Brasil                        |                    |                   | 8a                | 2                   | 1                 |                    |
| 2024 | Jocs Olímpics                        |                    |                   |                   |                     |                   | Bronze             |

## Homenatges
L'any 2007 va rebre el Premi Brasil Olímpic, que entrega anualment el Comitè Olímpic Brasiler. El 2010 va ser escollida millor gimnasta del Brasil d'aquell any.